# LR-89-5
LR-89-5 – amerykański silnik rakietowy. Oznaczenie producenta: MA-3. Był stosowany w członach wielu rakiet z rodziny Atlas, oraz w rakiecie Saturn B-1. Używany od lat 60. do połowy lat. 90. XX wieku. Napędzany mieszakną nafty i ciekłym tlenu, w stosunku 2,25:1. Użyto około 370 silników tego typu.